# Sun Yujie
Dans ce nom chinois, le nom de famille, Sun, précède le nom personnel.
Pour les articles homonymes, voir Sun.
Sun Yujie (Chinois : 孙玉洁), née le 10 août 1992, est une escrimeuse chinoise pratiquant l'épée.
Médaillée d'argent chez les séniors en 2011, elle a également été titrée chez les juniors en 2009.

## Palmarès
- Jeux olympiques
  -  Médaille d'or par équipes aux Jeux olympiques d'été de 2012 à Londres
  -  Médaille d'argent par équipes aux Jeux olympiques de 2016 à Rio de Janeiro
  -  Médaille de bronze aux Jeux olympiques d'été de 2012 à Londres

- Championnats du monde d'escrime
  -  Médaille d'or par équipes aux championnats du monde d'escrime 2015 à Moscou
  -  Médaille d'argent aux championnats du monde d'escrime 2011 à Catane
  -  Médaille d'argent par équipes aux championnats du monde d'escrime 2011 à Catane

## Classement en fin de saison
| Année | 2006 | 2007 | 2008 | 2009 | 2010 | 2011 | 2012 | 2013 | 2014 | 2015 | 2016 | 2017 |
| ----- | ---- | ---- | ---- | ---- | ---- | ---- | ---- | ---- | ---- | ---- | ---- | ---- |
| Rang  | 128  | 156  | 77   | 88   | 19   | 1    | 1    | 5    | 3    | 7    | 12   | 248  |